# Николаевка (Горьковский район)
Николаевка — деревня в Горьковском районе Омской области. Входит в Суховское сельское поселение.

## История
Основана в 1920 г. В 1928 г. посёлок Никольский состоял из 34 хозяйств, основное население — русские. Центр Никольского сельсовета Бородинского района Омского округа Сибирского края.

## Население
| 2002 | 2010 | 2021 |
| ---- | ---- | ---- |
| 97   | ↘38  | ↘34  |